# Kurt Wires

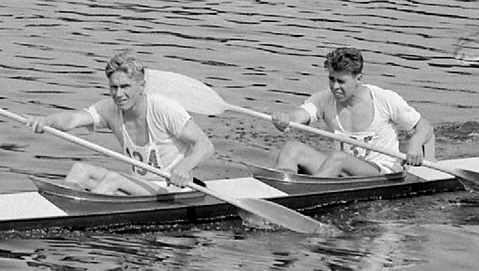
Fios (à direita) e Yrjö Hietanen nos Jogos Olímpicos de 1952

Kurt Wires (Helsínquia, 28 de abril de 1919 – Espoo, Uusimaa, 22 de fevereiro de 1992) foi um canoísta finlandês especialista em provas de velocidade.

## Carreira
Foi vencedor da medalha de Ouro em K-2 1000 m e K-2 10000 m em Helsínquia 1952 junto com o seu colega de equipe Yrjö Hietanen e da medalha de Prata em K-1 10000 m em Londres 1948.